# Kigo
Un kigo (季語?) es, en haiku, una palabra estacional, es decir, un kigo indica en qué estación se sitúa el poema.
Existen cinco tipos de kigo, según la época del año que representa: primavera, verano, otoño, invierno y año nuevo. Un ejemplo de kigo de primavera es Sakura (桜 flor de cerezo?), ya que los cerezos florecen en primavera.
La finalidad del kigo (季語) es mostrar la fecha de la composición, contrario al extenso título aclaratorio que se escribía en los waka; en el renga sólo se limitaba a poner el número de estrofas y lugar de composición.
Algunos estudiosos han enlistado objetos naturales, agrupados por meses, para establecer el uso correcto del kigo:
- Enero: escarcha, sauces, ruiseñor, alondra.
- Febrero: arar los campos de trigo, vientos del este (hasta marzo).
- Marzo: flor de melocotón.
- Abril: cambio de indumentaria.
- Mayo: flor de Lis, lluvias.
- Junio: peonía.
- Julio: pájaro cuco.
- Agosto: plenilunio.
- Septiembre: insectos.
- Octubre: luna.
- Noviembre: sauce.
- Diciembre: nieve, escarcha, cellisca, niebla, viento glacial.